# شکلات داغ (فیلم ۱۳۸۸)
شکلات داغ نام فیلمی ایرانی به کارگردانی حامد کلاهداری و تهیه‌کنندگی حامد کلاهداری و علیرضا سجادپور است که در سال ۱۳۸۸ ساخته شد.

## داستان فیلم
داستان این فیلم در یک کافی شاپ می‌گذرد که مشتریهایی همیشگی دارد و ورود یک زن جوان به این کافی شاپ ماجراهایی را می‌آفریند.

## کارگردان
حامد کلاهداری (متولد ۱۳۶۱) کارگردان جوان سینماست. شکلات داغ نخستین فیلم سینمایی او به حساب می‌آید.

## بازیگران
| بازیگر            | نقش        |
| ----------------- | ---------- |
| حامد کمیلی        | امیر       |
| نیکی کریمی        | بانو       |
| فریبرز عرب نیا    | سرژیک      |
| داریوش ارجمند     | سرهنگ      |
| علیرضا خمسه       | مظفر       |
| حمید فرخ‌نژاد      | کیوان      |
| سیما تیرانداز     | زن سرژیک   |
| افسانه چهره آزاد  | زن مظفر    |
| محسن شاه ابراهیمی | نوری       |
| فرزین محدث        | رامین      |
| محمدهادی دیباجی   | داماد      |
| حدیثه تهرانی      | نو عروس    |
| وحید اسماعیلی     | مسعود      |
| نگین فرهمند       | دختر سرژیک |

## اکران
شکلات داغ در سال ۱۳۸۹ اکران شد، این فیلم در تهران ۱۴۰ میلیون و در شهرستانها ۱۰۰ میلیون فروش کرد.

## دربارهٔ فیلم گفته‌اند
فریبرز عرب نیا:
ملاک و معیار من برای انتخاب نقش ممکن است با دوستان منتقد و روزنامه‌نگار تفاوت داشته باشد و بازیگرانی که شیوه کارشان را می‌پسندم قطعاً ملاکی جز علاقه قلبی به فیلم ندارند. خوشحالم که توانستم در فیلم تنهایی و شرافت شخصیت سرژیک را به خوبی منتقل کنم.
علیرضا خمسه:
همسرم این فیلمنامه را خواند. گفت حتماً چیزی در شخصیتت دیده‌اند که نقش آدم منفی را به تو داده‌اند!